# Sleeping with the Past
Albums de Elton John
The Complete Thom Bell Sessions
(1989) To Be Continued
(1990)
Sleeping with the Past est le vingt-deuxième album studio d'Elton John, sorti en 1989. Il contient les chansons Sacrifice et Whispers. C'est son album le plus vendu au Danemark (où il a été enregistré) et il est dédié à son partenaire d'écriture de longue date Bernie Taupin. L'album comprend "Sacrifice" et "Healing Hands", qui ont été publiés en double face A et sont devenus le premier single solo numéro un de John dans son pays d'origine, le Royaume-Uni. Le succès du single a également aidé l'album à atteindre le numéro un là-bas, son premier depuis Elton John's Greatest Hits en 1974. Il est également devenu son premier album de platine au Royaume-Uni depuis Ice on Fire en 1985. Aux États-Unis, il a été certifié or en octobre 1989 et platine en avril 1990 par la RIAA. Sleeping with the Past est devenu l'album le plus vendu de John dans les années 1980.
John et Taupin voulaient que les chansons reflètent le style des icônes du R&B des années 1960 telles que Marvin Gaye, Otis Redding et Sam Cooke, qu'ils admiraient.
Guy Babylon a fait ses débuts sur cet album et continuerait à jouer des claviers avec John pendant les 20 prochaines années, tandis que Fred Mandel a quitté le groupe peu de temps après. John est entré en réadaptation en 1990.

## Historique
L'album est enregistré dans les studios Puk à Gjerlev, au Danemark. Avec une créativité renouvelée après Reg Strikes Back en 1988, Elton John et Bernie Taupin ont cherché à créer un album cohérent qui avait conservé un thème cohérent. Inspirés par le succès de l'album An Innocent Man de Billy Joel en 1983, ils ont décidé de rendre un hommage similaire au son R&B des années 1960 et 1970 qui les a inspirés dans leur jeunesse. Taupin écoutait des chansons soul des années 60 et utilisait ces chansons du passé pour inspirer de nouvelles paroles pour leur album. Il notait ensuite quels artistes ou chansons l'avaient influencé. John utiliserait alors le guide de Taupin pour écrire une chanson soul qui s'aventurait parfois loin de la source d'inspiration originale. Beaucoup de chansons ont une influence  claire tandis que d'autres contiennent un mélange de diverses influences soul.
Sleeping with the Past est le deuxième des albums de John où il joue sur un piano numérique Roland RD-1000 à la place de son piano à queue acoustique habituel. L'instrument est directement crédité sur les notes de la pochette de l'album, et John l'a utilisé lors d'apparitions promotionnelles associées à l'album et à la tournée qui a suivi. Davey Johnstone est le seul membre du groupe "classique" de John qui apparaît sur l'album - Dee Murray et Nigel Olsson étant des absences notables. Le claviériste Guy Babylon fait sa première apparition sur un album d'Elton John, et rejoint également son groupe de tournée en même temps.
Quelques mois après la fin de l'album, John a attribué son succès créatif à la certitude que certains chapitres désagréables de sa vie, comme sa bataille avec The Sun, touchaient à leur fin. En 1989, il a déclaré: "C'est le premier album que j'ai fait où je n'avais aucune pression ... Quand je l'ai commencé, je savais que ma vie personnelle allait être triée". Quelques années plus tard, il a déclaré: "J'étais sobre quand j'ai enregistré Sleeping with the Past, mais cela a changé peu de temps après : "J'ai déraillé quand j'ai fait la tournée après". Au cours de la première semaine de la tournée, il s'est effondré sur scène.
L'album est sorti à la fin de la tournée américaine de John en 1989 avec peu de soutien de MCA records. John a annulé les tournées et les interviews. À New Haven, Connecticut, le 18 octobre 1989, il s'est précipité dans sa performance en parlant rarement au public. Au milieu de son concert, il a annoncé qu'il n'interpréterait pas de matériel du nouvel album parce que MCA n'en faisait pas la promotion.
En plus de "Sacrifice", "Healing Hands" et "Club at the End of the Street", qui étaient des singles au Royaume-Uni et aux États-Unis, les chansons "Whispers" et "Blue Avenue" sont sorties en single dans certaines parties de l'Europe. "Whispers" a atteint le n ° 11 en France, tandis que "Blue Avenue" a réussi à atteindre le Top 75 aux Pays-Bas. "Blue Avenue" décrit son mariage raté avec Renate Blauel.
La sortie de "Love Is a Cannibal" a été présentée dans le film Ghostbusters II de 1989.
Wynonna Judd a enregistré une reprise de musique country contemporaine de "Stone's Throw from Hurtin'" qui a été présentée dans le film de 1992 Leap of Faith avec Steve Martin.

## Réception
Sleeping with the Past a reçu des critiques mitigées lors de la sortie de l'album en 1989. Après avoir culminé au n ° 6 en octobre 1989 sur le UK Albums Chart, la réédition de "Sacrifice" en double face A avec "Healing Hands" dans En juin 1990, et l'ascension de ce single à la première place, Sleeping with the Past a été propulsé à la première place du classement britannique des albums peu de temps après.
L'album est devenu son album studio le plus vendu au Royaume-Uni, étant certifié 3 × Platine et a engendré son premier hit solo n ° 1 dans son pays d'origine.

## Liste des titres
Toutes les chansons sont écrites par Elton John et Bernie Taupin.
Face 1
1. Durban Deep – 5:29
2. Healing Hands – 4:31
3. Whispers – 5:28
4. Club at the End of the Street – 4:52
5. Sleeping with the Past – 4:54

Face 2
1. Stones Throw from Hurtin’ – 4:45
2. Sacrifice – 5:06
3. I Never Knew Her Name – 3:29
4. Amazes Me – 4:37
5. Blue Avenue – 4:33

### Titres bonusde la réédition CD de 1999 (Polygram International)
1. Dancing in the End Zone – 3:55
2. Love Is a Cannibal – 3:53

### Faces B des singles
- Sad Songs (Say So Much) (live)
- Dancing in the End Zone
- Love is a Cannibal
- Give Peace a Chance
- I Don't Wanna Go On With You Like That (live)
- Healing Hands (Eltone Mix)
- Healing Hands (Shep Pettibone Remix aka The Healing Hands Mix)

## Musiciens
- Elton John – Piano numérique Roland RD-1000, chant, choeurs (1)
- Guy Babylon – claviers
- Fred Mandel – claviers (1, 2, 3, 5, 7, 9, 10), orgue (4), guitares (1, 4, 8), solo de guitare (6)
- Peter Iversen – Fairlight et programmation de fichiers audio
- Davey Johnstone – guitares, chœurs (1, 2, 4, 5, 6, 8, 9, 10)
- Roméo Williams – basse
- Vince Denham – saxophone (4)
- Natalie Jackson – chœurs (2, 5, 6, 8, 9)
- Mortonette Jenkins - chœurs (2, 5, 6, 8, 9)
- Marlena Jeter – chœurs (2, 5, 6, 8, 9)
- Jonathan Moffett – batterie

## Classements et certifications
| Pays et classement            | Meilleure position |
| ----------------------------- | ------------------ |
| Australie - Kent Music Report | 2                  |
| Autriche                      | 5                  |
| Canada - RPM Albums Chart     | 23                 |
| Danemark                      | 7                  |
| Pays-Bas - MegaCharts         | 5                  |
| France - SNEP                 | 2                  |
| Allemagne                     | 9                  |
| Hongrie - Top 40 Albums       | 25                 |
| Italie                        | 6                  |
| Nouvelle-Zélande              | 1                  |
| Norvège - VG-lista            | 7                  |
| Espagne                       | 3                  |
| Suède - Sverigetopplistan     | 23                 |
| Suisse - Schweizer Hitparade  | 1                  |
| Royaume-Uni - UK Albums Chart | 1                  |
| États-Unis - Billboard 200    | 23                 |

| Pays et classements (1989) | Position |
| -------------------------- | -------- |
| Canada                     | 63       |
| France                     | 7        |
| Italie                     | 11       |
| Suisse                     | 23       |
| Pays et classements (1990) | Position |
| Australie                  | 8        |
| Pays-Bas                   | 82       |
| Royaume-Uni                | 9        |

| Pays                  | Certification | Ventes certifiées |
| --------------------- | ------------- | ----------------- |
| Australie (ARIA)      | 4 × Platine   | 280 000           |
| Brésil (ABPD)         | Or            | 100 000           |
| Canada (Music Canada) | 2 × Platine   | 200 000           |
| France (SNEP)         | Platine       | 387 100           |
| Royaume-Uni (BPI)     | 3 × Platine   | 900 000           |
| États-Unis (RIAA)     | Platine       | 1 000 000         |